# Kompasstreck
För andra betydelser av streck se streck.

Samtliga 32 streck, med engelskspråkiga beteckningar

Kompasstreck är en traditionell indelning av horisonten i 32 streck. De är en mer precis uppdelning än de fyra kardinalstrecken och de fyra interkardinalstrecken.
Systemet med 32 streck lever dock kvar i vissa sammanhang, som angivande av väderstreck eller i vissa förordningar. Ett streck motsvaras av 11,25 grader på en 360-gradig kompass, eller 45 grader per fyra streck.
Dessa totalt 32 streck används dock sällan numera. Det är i vardagslag och inom väderleksrapporter främst de fyra kardinalstrecken N, E, S, V och de fyra mellanliggande interkardinalstrecken NE, SE, SV, NV som brukas allmänt.
Vidare används NNE, ENE, ESE, SSE, SSW, WSW, WNW, NNW och ytterligare (på svenska) NtO (utläst: nord till ost), NOtN, NOtO, OtN, OtS, SOtO, SOtS, StO, StV, SVtS, SVtV, VtS, VtN, NVtV, NVtN och NtV. I Sverige används O och V istället för E och W.
Denna streckindelning användes allmänt vid kursangivelser på segelfartygens tid. Under segel i sjögång var det styvt nog att styra på ett halvt streck när. Under lugnare förhållanden kunde man ge noggrannare kursangivelse genom ett halvt eller ett kvarts streck (exempelvis Nordost en halv Ost).
I militära sammanhang används streck som beteckning för ett vinkelmått ungefär motsvarande en milliradian (6400 streck på ett varv). Se vidare Streck (vinkelenhet).